# التقييد الكبير في تفسير كتاب الله المجيد
كتاب التقييد الكبير في تفسير كتاب الله المجيد، من تأليف: أبي العباس أحمد بن محمد بن أحمد البَسِيْليّ، الجزائريِّ، ثم التونسي، المالكي، الفقيه المفسر. المتوفى سنة: 830هـ.    
وقد ذكرته بعض المراجع «المَسِيْلى» بالميم نسبة إلى «مسيله»، عاصمة الزاب في محافظة قسنطينة بالجزائر، لعله الصواب؛ لتقارب مخرج الميم، والباء؛ ولأن هذه المدينة «مسيلة» انتسب إليها كثير من العلماء الجزائريين.
وموضوعه:
جمع الآيات التي اختلف فيها العلماء، واستشكلها بعضهم، حسب ترتيب سور القرآن الكريم مبتدئا من الفاتحة إلى آخر سورة الناس، ووضعها على هيئة مسائل لكي يسهل على طلبة العلم، والمهتمين بالدراسات القرآنية معرفتها ومعرفة مواضعها من كتاب الله العزيز، والإجابة على كل مسألة.
ويمتاز الكتاب بالآتي:
1. قيمة الكتاب العلمية في دراسة الآيات التي اختلف فيها العلماء.
2. الاهتمام باللفظ القرآني في الآية، وبما يدل عليه من قضايا عقدية، ونحوية، وبلاغية، وأصولية.. الخ، وما يستنبط منه من أحكام مع الاستدلال، والتعليل، لذلك.
3. كثرة النقول التي أوردها في تفسيره عن العلماء.
4. مناقشة أقوال العلمية مناقشة علمية قوية، والترجيح لما يختاره بالدليل في أغلب الأحيان.[4]

## اسم الكتاب والمؤلف
اسم الكتاب: التقييد الكبير في تفسير كتاب الله المجيد.
اسم المؤلف: هو أبو العباس أحمد بن محمد بن أحمد البَسِيْليّ، الجزائريِّ، ثم التونسي، المالكي، الفقيه المفسر. المتوفى سنة: 830هـ. فقيه مالكي، و «البَسِيْليّ» بفتح الباء الموحدة، وكسر السين المهملة.
وقد ذكرته بعض المراجع «المَسِيْلى» بالميم نسبة إلى «مسيله»، عاصمة الزاب في محافظة قسنطينة بالجزائر، لعله الصواب؛ لتقارب مخرج الميم، والباء؛ ولأن هذه المدينة «مسيلة» انتسب إليها كثير من العلماء الجزائريين.

## زمن تأليف الكتاب
يرجع زمن تأليف هذا الكتاب إلى القرن الثامن الهجري.

## تسمية التفسير ونسبته إلى مؤلفه
الذي يثبت نسبة هذا التفسير إلى البسيلي أمران:
1. اتفاق جميع النسخ على نسبته إليه.
2. إجماع جميع الكتب التي ترجمة للإمام البسيلي على أن من مؤلفاته تفسير على كتاب الله قيده عن شيخه، وأضاف إليه زوائد، وفوائد، ونكت من كلام المفسرين، وهو المشهور بين الناس بـــــ«التقييد الكبير»، وأنه اختصره منه «تقييده الصغير».

وهذان الأمران يدلان دلالة واضحة على أن نسبته إلى البسيلي لا شبهة فيها.

## الموضوع العام للكتاب
جمع الآيات التي اختلف فيها العلماء، واستشكلها بعضهم، حسب ترتيب سور القرآن الكريم مبتدئا من الفاتحة إلى آخر سورة الناس، ووضعها على هيئة مسائل لكي يسهل على طلبة العلم، والمهتمين بالدراسات القرآنية معرفتها ومعرفة مواضعها من كتاب الله العزيز، والإجابة على كل مسألة.

## منهجه في التفسير
1. يعتني باللفظ القرآني في تفسيره، فهو يذكر الآية ويجزئها، ويتكلم على كل جزئية منها على حده.
2. يجمع بين آيتين ظاهرهما التعارض مع توجيهه لذلك التعارض موضحا ذلك بالقرآن، أو السنة، أو بأقوال الصحابة والتابعين، أو بالرأي ما أمكنه ذلك.[8]

## منهجه في طريقة عرضه للقراءات
1. يذكر القراءة ومن قرأ بها.
2. يذكر القراءة ولا يذكر من قرأ بها.[9]

## منهجه في التفسير اللغوي والبلاغي كالآتي
1. بيان معاني المفردات اللغوية، وأصل اشتقاقها.
2. بيان الجوانب الصرفية.
3. بيان وجوه الإعراب في الآية.
4. بيان معاني الحروف والفروق.
5. بيان الفروق بين الكلمات.
6. الاستشهاد بالشعر.
7. العناية بالبلاغة، بقسميه: علم المعاني، والبيان.[10]

## موقفه من قضايا العقيدة والرد على المخالفين
1. أنه سلك في أسماء الله وصفاته مسلك متكلمي الأشاعرة كالباقلاني، والفخر الرازي، والجويني، والآمدي وغيرهم، فما وافق مذهبه الأشعري أقره، وما خالفه أوله على مذهبه.
2. يرد على المعتزلة في بعض المواضع، مع استخدامه لمصطلحات الأشاعرة كأهل السنة، وأهل الحق. وغيرهما.
3. لديه نزعة صوفية، وذلك أنه يورد عند تفسيره لبعض الآيات بعض الحكايات التي لا تصدر إلا عن بعض المتصوفة، ويسكت ولا يعقب عليها.[11]

## العناية بنكت ودقائق التفسير
وقد سلك في ذلك عدة مسالك يمكن إجمالها فيما يأتي:
1. يذكر الآية، ويورد عليها الاشكال على هيئة سؤال ثم يجيب عليه مع التعليل أو بدونه.
2. يأتي بالآية، ويورد بعدها الإجابة دون ذكر الاشكال اختصارا، وقد يعلل إجابته، وقد لا.
3. يورد القراءات في الآية، ويوجهها للاستدلال بها على إثبات مسألة من المسائل، أو نفيها غالبا.
4. يذكر الآية، أو جزء منها؛ ليستدل بها على إثبات، أو نفي قضية من القضايا الفقهية، أو البلاغية، أو العقائدية، أو النحوية، أو غيرها.
5. الاهتمام بالجمع بين بعض الآيات التي ظاهرها التعارض وتوجيه كل منهما.
6. يذكر الآية ويستنبط منها بعض الأحكام التي قد يوحي بها اللفظ القرآني.
7. يذكر الآية لبيان المراد منها أو ما تحتمله.
8. يذكر الآية ووجه مناسبتها لما قبلها.
9. يعلل بعض التعليلات الجيدة.[12]

## القيمة العلمية لهذا التفسير
1. التزامه في منهجه بالأوجه السبعة التي يجب على المفسر الإلمام بها وهي: علم اللغة، والنحو، وعلم البيان، وعلم الأصول، والحديث، والقراءات، وعلم الكلام.
2. أمانته العلمية، وذلك بنسبة كل قول لقائله.
3. الاعتماد على القواعد الأصولية، عند استنباط الأحكام من الآيات.
4. إيراد أقوال العلماء مع المناقشة والرد والترجيح.
5. الاهتمام بالقضايا اللغوية، والنحوية، والبلاغية، وذكر أقوال النحاة مع التعقيب والترجيح.
6. الاستنتاجات الجيدة، والتعليلات القيمة.
7. الاهتمام بالأحكام الشرعية المستفادة من اللفظ القرآني. مع الاستدلال، والتعقيب، والترجيح.
8. العناية بالقراءات، وتوجيهها مع التوثيق غالبا.
9. ذكر الآية ووجه مناسبتها لما قبلها.
10. عدم الاستشهاد بالحديث الضعيف، أو الموضوع.
11. العناية بالمذهب المالكي، والتوثيق من كتبهم، وترجيح أقوالهم دون تعصب.
12. الاستشهاد بالشعر.
13. الاهتمام ببيان الفروق بين معاني الحروف، وبعض المفردات.
14. الاهتمام بالجوانب الصرفية التي لها أثر في المعنى.
15. الجمع بين الآيات التي ظاهرها التعارض وتوجيه كل منهما.
16. سعة اطلاعه فقد بلغ عدد مصادره ثلاثمائة واثنين وعشرين مصدرا.
17. عدم نقله للإسرائيليات.

## ما يؤخذ عليه
1. الاقتصار في بعض الآيات على قول أحد المفسرين دون إيراد بقية الأقوال فيها، والترجيح.
2. أحيانا يشير إلى المصدر، ولا ينقل منه.
3. عدم الدقة في نقل بعض النصوص أحيانا، وقد يحيل في بعض المواضع، ولا يذكر قول من أحال عليه، وقد ينقل عن شيخه، ولا يشير إلى ذلك.
4. عدم تحرير لبعض القراءات أحيانا حيث يكتفي بالإشارة إليها فقط. وذكره لبعض المطاعن على بعض القراءات دون إجابة عليها.
5. إيراد لكثير من الأحاديث التي استدل بها دون تخريج.
6. الاختصار في بعض المسائل.
7. قد يذكر الخلاف في بعض المسائل، ولا يستوفي، وربما ترك الرأي الراجح.
8. يورد في بعض المواضع اشكالا على الآية، ويجيب عنه بجواب ضعيف.
9. يأتي أحيانا بالإشكال ولا يرد عليه.
10. يتعقب بعض المفسرين كأبي حيان، والرازي، وعند فحص التعقيبات يلاحظ أنها محل نظر، وذلك عند الرجوع إلى تفاسيرهم، واستكما قولهم.
11. تأويل آيات الصفات على مذهبه الأشعري، وكان الواجب إثباتها على ما يليق بجلاله.[13]

## مميزات الكتاب
1. قيمة الكتاب العلمية في دراسة الآيات التي اختلف فيها العلماء، وترتيبها حسب سور القرآن الكريم. من سورة الفاتحة إلى سورة الناس.
2. الاهتمام باللفظ القرآني في الآية، وبما يدل عليه من قضايا عقدية، ونحوية، وبلاغية، وأصولية.. الخ، وما يستنبط منه من أحكام مع الاستدلال، والتعليل، لذلك.
3. كثرة النقول التي أوردها في تفسيره عن العلماء، فهو ينقل عن المفسرين، والقراء، واللغويين، والنحويين، والبلاغيين، والأصوليين، والفقهاء، وغيرهم، بالإضافة إلى نقله عن شيخه ابن عرفة، وبعض حذاق طلبة مجلسه مع توثيقها من مصادرها، وعزو كل قول لقائله في أغلب الأحيان.
4. مناقشة أقوال العلمية مناقشة علمية قوية تظهر منزلته، ومكانته العلمية، وبراعته في التفسير مع التعقيب، والترجيح لما يختاره بالدليل في أغلب الأحيان.
5. العناية بالأحاديث الصحيحة المخرجة في الصحيحين، وغيرهما من كتب الحديث المعتمدة كالسنن، وموطأ الإمام مالك، ومسند الإمام أحمد، وغيرها عند استدلاله على إثبات، أو نفي حكم من الأحكام، أو قضية من القضايا في تفسيره، والإعراض عن الاستدلال بالأحاديث الضعيفة أو الموضوعة.
6. أنه لم يورد شيئا من الإسرائيليات، وهذه ميزة يمتاز بها هذا التفسير عن غيره من التفاسير التي يورد فيها كثير من الإسرائيليات عند تفسير كتاب الله العزيز.
7. الجمع بين الآيات التي ظاهرها التعارض، وتوجيهها.[14]

## طبعات الكتاب
طبع الكتاب بتحقيق الدكتور عبد الله بن مطلق الطوالة. الناشر: كلية أصول الدين، جامعة الإمام محمد بن سعود الإسلامية - الرياض - المملكة العربية السعودية.